# زمین‌لرزه ۲۰۰۸ اندونزی
زمین‌لرزه اندونزی  در تاریخ ۲۰ فوریه ۲۰۰۸ میلادی، برابر با ‎۱ اسفند ۱۳۸۶، ساعت ۸:۰۸:۳۰ به زمان یوتی‌سی در اندونزی رخ داد. ژرفای این زلزله ۲۶ کیلومتر بود، و بزرگی آن ۷٫۳ در مقیاس Mw اعلام شده‌است. زمین‌لرزه به وقت محلی در روز چهارشنبه، ساعت ۱۵ روی داده و منطقه زمانی آن یوتی‌سی +۷ بوده‌است .
سازمان زمین‌شناسی آمریکا نیز رومرکز این زمین‌لرزه را در مختصات ۲°۴۶′۰۵″شمالی ۹۵°۵۷′۵۰″شرقی / ۲٫۷۶۸°شمالی ۹۵٫۹۶۴°شرقی و ژرفای آنرا در ۲۶ کیلومتر گزارش کرده‌است. بزرگی برگزیدهٔ این سازمان از میان بزرگیهای محاسبه‌شدهٔ مختلف ۷٫۴ در مقیاس Mw بوده و از دید اثر، در میان چهار دسته‌بندی «نامحسوس»، «محسوس»، «زیان‌آور» یا «با تلفات»، زلزله را «با تلفات» اعلام کرده‌است.
پروژهٔ «تنسور گشتاور مرکزوار» زاویه‌های (راستا، شیب، ریک) گسل سازندهٔ زمین‌لرزه و صفحه عمود بر آنرا (°۲۹۹، °۱۱، °۸۰) یا (°۱۳۰، °۷۹، °۹۲) و نوع گسل را «معکوس» فرارسانده‌است.
شمار کشتگان زلزله حدود ۳ نفر بوده‌است.تعداد زخمیان ۲۵ نفر برآورده شده‌است.